# Liste der Bodendenkmäler in Heigenbrücken
Auf dieser Seite sind die Bodendenkmäler in der unterfränkischen Gemeinde Heigenbrücken zusammengestellt. Diese Tabelle ist eine Teilliste der Liste der Bodendenkmäler in Bayern. Grundlage ist die Bayerische Denkmalliste, die auf Basis des Bayerischen Denkmalschutzgesetzes vom 1. Oktober 1973 erstmals erstellt wurde und seither durch das Bayerische Landesamt für Denkmalpflege geführt wird. Die folgenden Angaben ersetzen nicht die rechtsverbindliche Auskunft der Denkmalschutzbehörde.

## Bodendenkmäler in Heigenbrücken
| Lage       | Objekt                                               | Akten-Nr.     | Bild |
| ---------- | ---------------------------------------------------- | ------------- | ---- |
| (Standort) | Spätmittelalterliche bis frühneuzeitliche Glashütte. | D-6-5921-0094 |      |
| (Standort) | Spätmittelalterliche bis frühneuzeitliche Glashütte. | D-6-5921-0095 |      |
| (Standort) | Spätmittelalterliche bis frühneuzeitliche Glashütte. | D-6-5921-0096 |      |
| (Standort) | Spätmittelalterliche bis frühneuzeitliche Glashütte. | D-6-5921-0097 |      |
| (Standort) | Spätmittelalterliche bis frühneuzeitliche Glashütte. | D-6-5921-0098 |      |
| (Standort) | Spätmittelalterliche bis frühneuzeitliche Glashütte. | D-6-5921-0099 |      |
| (Standort) | Glashütte des 17. Jahrhunderts.                      | D-6-5922-0020 |      |
| (Standort) | Spätmittelalterliche bis frühneuzeitliche Glashütte. | D-6-5922-0021 |      |
| (Standort) | Spätmittelalterliche bis frühneuzeitliche Glashütte. | D-6-5922-0025 |      |
| (Standort) | Spätmittelalterliche Glashütte.                      | D-6-5922-0026 |      |
| (Standort) | Spätmittelalterliche bis frühneuzeitliche Glashütte. | D-6-5922-0028 |      |
| (Standort) | Spätmittelalterliche bis frühneuzeitliche Glashütte. | D-6-5922-0029 |      |
| (Standort) | Neuzeitliche Pinge.                                  | D-6-5922-0030 |      |